# Velké Pavlovice
Velké Pavlovice (niem. Groß Pawlowitz) − miasto na Morawach, w Czechach, w kraju południowomorawskim.
Według danych z 31 grudnia 2003 powierzchnia miasta wynosiła 2 324 ha, a liczba jego mieszkańców 3 078 osób.

## Demografia
| Rok             | 1970  | 1980  | 1991  | 2001  | 2003  |
| --------------- | ----- | ----- | ----- | ----- | ----- |
| Liczba ludności | 2 850 | 2 998 | 3 092 | 3 101 | 3 078 |

Źródło: Czeski Urząd Statystyczny